# Eucera monozona
Eucera monozona är en biart som först beskrevs av Timberlake 1969.  Eucera monozona ingår i släktet långhornsbin, och familjen långtungebin. Inga underarter finns listade i Catalogue of Life.